# 陈伯礼
陈伯礼，南北朝陳朝武陵王，字用之。世祖文帝陈蒨第十子。

## 母
韓修华，陈文帝的妃嫔，陈文帝即位后，封为修华。

## 生平
陈文帝天嘉六年（565年）十二月，立为武陵王。陈宣帝太建初（569年），为云旗将军、持节、都督吴兴诸军事、吴兴郡太守。“在郡恣行暴掠，驱录民下，逼夺财货，前后委积，百姓患之”。太建九年（577年），因为作风不好，被有司御史中丞宗元饶等弹劾，陈伯礼的叔父陈宣帝道：“王年少，未达治道，皆由佐史不能匡弼所致，特降军号，后若更犯，必致之以法，有司不言与同罪。”十一年（579年）春，宣帝派人前去接替陈伯礼的位置，陈伯礼心有怨言，一直拖着不肯离开吴兴。这年十月，陈朝散骑常侍、御史中丞徐君敷上奏道：“臣闻车屦不俟，君命之通规，夙夜匪懈，臣子之恒节。谨案云旗将军、持节、都督吴兴诸军事、吴兴太守武陵王伯礼，早擅英猷，久驰令问，惟良寄重，枌乡是属。圣上爱育黔黎，留情政本，共化求瘼，早赴皇心，遂复稽缓归骖，取移燠，迟回去鹢，空淹载路，淑慎未彰，违惰斯在，绳愆检迹，以为惩诫。臣等参议以见事免伯礼所居官，以王还第，谨以白简奏闻。”宣帝下诏曰：“可”。于是陈伯礼被免去官职，闲居在家。
陈祯明三年（589年）隋灭陈，被迫入关，隋炀帝大業年間，官至散骑侍郎、临洮太守。

## 資料來源
- 《陳書》卷二十八 列傳第二十二 世祖九王

## 外部連結
[在维基数据编辑]
 《南史/卷65》，出自李延壽《南史》